# Rockport (Arkansas)
Rockport – miasto w Stanach Zjednoczonych, w stanie Arkansas, w hrabstwie Hot Spring.